# Coriolopsis tuberculata
Coriolopsis tuberculata är en svampart som beskrevs av Ryvarden 2000. Coriolopsis tuberculata ingår i släktet Coriolopsis och familjen Polyporaceae.   Inga underarter finns listade i Catalogue of Life.